# LH 오산 세교2지구 행복주택 12단지
LH 오산 세교2지구 행복주택 12단지(영어: LH Osan Segyo 2 Town Happy House)은 대한민국 경기도 오산시 가수동에 위치한 대규모 아파트 단지이다. 2018년에 완공하였다. 7개동, 1,136세대이다. 